# 伴長信
伴長信（ばん ながのぶ，？—1582年），日本戰國時代甲賀五十三家中伴家的頭領，是甲賀有名的上忍，長年效力於六角義賢，但曾經受到德川家康的雇用在他自今川家獨立時協助德川家，率領兩百名甲賀忍者潛入今川家的城池製造混亂，並趁機暗殺敵將，因此功獲得德川家康的感謝狀。
在織田信長上洛之時投降，其才幹依然被賞識，奉命率領甲賀忍者為織田家效力，後於本能寺之變時隨信長一同被明智光秀的部隊殺死。
在小說「真田太平記」中伴長信和山中俊房一同作為甲賀忍者登場，效力於德川家，是主角群真田十勇士的敵人。